# Бондаренко Андрій Володимирович
Андрі́й Володи́мирович Бондаре́нко (8 квітня 1987, Кам'янець-Подільський) — український співак (ліричний баритон).

## Біографія
Закінчив у Кам'янці-Подільському середню школу № 9 та дитячу хорову школу (вокалу навчався в Юрія Баландіна). Від 2003 року навчався в Київській музичній академії імені Петра Чайковського (закінчив 2009 року).
У 2005–2007 роках був солістом Національної філармонії України. Від 2007 року соліст Академії молодих співаків Маріїнського театру в Санкт-Петербурзі.
Гастролював в Італії, Франції, Великій Британії, Швейцарії, Фінляндії. Критика високо оцінила виступ Бондаренка на конкурсі «Музична весна 2010», де він виконав цикл Геннадія Шумілова «Із фронтової лірики».

## Участь у конкурсах
- Лауреат Міжнародного конкурсу молодих оперних співаків імені Римського-Корсакова (Санкт-Петербург, 2006)
- Лауреат Всеросійського конкурсу оперних співаків імені Надії Обуховой (Москва, 2008)
- Лауреат Міжнародного конкурсу імені Станіслава Монюшка (Варшава, 2010)
- Фіналіст Міжнародного конкурсу BBC в Кардіффі «Кардіффські голоси» і володар призу за камерне виконання (Song Prize) (2011)